# Брюс Малер
Брюс Малер (англ. Bruce Mahler; 12 вересня 1950) — американський актор.

## Біографія
Брюс Малер народився 12 вересня 1950 року в Нью-Йорку, США. У 1977 році з'явився у телесеріалі «Фернвуд сьогодні увечері», з 1980 по 1982 роки грав у комедійному телешоу «П'ятниці». У 1984 році зіграв роль Дугласа Феклера у комедії «Поліцейська академія». Зіграв кілька невеликих ролей у фільмах «Дік Трейсі» (1990), «Капітан Гак» (1991), «Заряджена зброя 1» (1993), «Ідеальний шторм» (2000), «Дуже страшне кіно» (2000).
У 2001 році офіційно припинив акторську діяльність. Заснував продюсерську компанію.

## Фільмографія
| Рік       |   | Українська назва                          | Оригінальна назва                        | Роль                |
| --------- | - | ----------------------------------------- | ---------------------------------------- | ------------------- |
| 1977      | с | Фернвуд сьогодні увечері                  | Fernwood 2 Night                         | Говард Палмер       |
| 1980—1982 | с | П'ятниці                                  | Fridays                                  | різні ролі          |
| 1984      | ф | Поліцейська академія                      | Police Academy                           | Дуглас Феклер       |
| 1984      | ф | П'ятниця 13-е: Остання глава              | Friday the 13th: The Final Chapter       | Аксель              |
| 1985      | ф | Поліцейська академія 2: Їх перше завдання | Police Academy 2: Their First Assignment | Дуглас Феклер       |
| 1986      | с | Різні ходи                                | Diff'rent Strokes                        | капітан Джек        |
| 1986      | ф | Поліцейська академія 3: Знову до академії | Police Academy 3: Back in Training       | Феклер              |
| 1987      | ф | Весела країна                             | Funland                                  | Майк Спенсер        |
| 1989      | ф | Поліцейська академія 6: Місто в облозі    | Police Academy 6: City Under Siege       | Феклер              |
| 1990      | с | Знаменитий Тедді Зі                       | The Famous Teddy Z                       |                     |
| 1990      | ф | Дік Трейсі                                | Dick Tracy                               | репортер            |
| 1991      | ф | Капітан Гак                               | Hook                                     | пірат               |
| 1993      | ф | Заряджена зброя 1                         | Loaded Weapon 1                          | окружний прокурор 2 |
| 1995—1998 | с | Сайнфелд                                  | Seinfeld                                 | Рабин Глікман       |
| 2000      | ф | Ідеальний шторм                           | The Perfect Storm                        | містер Мосс         |
| 2000      | ф | Дуже страшне кіно                         | Scary Movie                              | домашній 2          |

- 1981 — П'ятниці / Fridays — сценарист (9 серій)
- 2003 — Фредді проти Джейсона / Freddy vs. Jason — помічник керівника виробництва